# Pat Roberts
Charles Patrick "Pat" Roberts, född 20 april 1936 i Topeka i Kansas, är en amerikansk republikansk politiker. Han är ledamot av USA:s senat, representerande delstaten Kansas sedan 1997. Han var ledamot av USA:s representanthus 1981–1997.
Han avlade 1958 kandidatexamen i journalistik vid Kansas State University. Han tjänstgjorde 1958–1962 i USA:s marinkår. Han arbetade därefter som journalist i Arizona. Han blev 1969 assistent åt kongressledamoten Keith Sebelius från Kansas. Han efterträdde 1981 Sebelius som ledamot av representanthuset.
Under 2017 var Roberts en av 22 senatorer som undertecknade ett brev till president Donald Trump som uppmanade presidenten att få USA att dra sig ur Parisavtalet.
Enligt National Journal 2009 röstnings bedömning, rankades Roberts som den 14:e mest konservativa medlemmen i senaten.
Enligt GovTrack under 2015-2017 röstnings bedömning, rankades Roberts som den näst mest konservativa medlemmen i senaten.
Den 4 januari 2019, meddelade Roberts att han inte kommer att söka omval år 2020.
Pat och Franki Roberts har tre vuxna barn: David, Ashleigh och Anne Wesley.